# Antoine Hennion
Pour les articles homonymes, voir Hennion.
Antoine Hennion (né en 1952 à Nancy) est un sociologue français, professeur et directeur de recherches au Centre de sociologie de l'innovation (CSI) de l'école Mines ParisTech. Il a dirigé le CSI de 1994 à 2002.

## Biographie
En 1991, il termine un doctorat en sociologie sur la « médiation musicale » à l'École des hautes études en sciences sociales (EHESS), sous la direction de Luc Boltanski. Ayant une double formation scientifique (ingénieur civil de l'École des mines, 1974) et musicologique (DEA à l'Université Paris IV-Sorbonne, 1981), il décide de s'orienter vers la sociologie de la culture et de l'innovation, en complétant sa formation à l'université et au CSI où il était entré à la suite de son travail de fin d'études, réalisé sur deux firmes de disques.
Antoine Hennion a écrit de nombreux articles et ouvrages en sociologie de la musique (industrie du disque, production du rock, enseignement, renouveau Musique baroque, etc.),  et sur les médias, la culture et l'innovation (radio, publicité, design, services, usagers, etc.). Il a co-dirigé la revue Vibrations. Musiques, médias, société (1985-1988) avec Jean-Rémy Julien et Jean-Claude Klein, première revue scientifique consacrée à l'analyse des musiques populaires. 
Travaillant sur les diverses formes de médiation, il a participé avec ses collègues du CSI dans les années 1980 à la formulation d'une nouvelle problématique sur l'innovation et la création culturelle, dans le domaine des STS (Science, Technologie et Société) et en sociologie de l'art et de la culture. Il publie alors plusieurs articles portant sur la radiodiffusion avec Cécile Méadel. Ancien président du Comité de recherche 37 sur les arts et la culture de l'Association internationale de sociologie, il a pris une part active aux diverses initiatives qui ont redonné un élan au domaine.
Il s'intéresse par la suite à ce qu'il appelle des « attachements » pour comparer divers objets et pratiques et proposer une analyse pragmatique du goût, à partir d'une vaste enquête menée avec Geneviève Teil (INRA) sur les amateurs. Il travaille à partir des cas de Bach et de l'opéra en France sur la formation du goût classique et l'émergence du modernisme. Membre du conseil scientifique de la Fondation Médéric-Alzheimer, il anime un groupe de recherche sur les « humanités altérées » (handicap, folie, vieillesse, alcoolisme…) avec Jacques Roux (MODYS) : « comment penser les fragilités de l'humain, au-delà de l'alternative stigmatisation-défense d'une identité ? »
Autour de ces thèmes (pragmatique du goût, place des objets, formation historique des attachements), il anime avec Geneviève Teil un séminaire CSI/EHESS, « Aimer la musique. Sociologie de la musique, histoire de l'amateur, musicologie du goût » qui porte aussi sur d'autres objets de goût et pratiques intenses.
Les recherches d'Hennion constituent également une contribution importante à la théorie de l'acteur-réseau développée surtout par Bruno Latour et Michel Callon, ses collègues du CSI. Sa conception des médiateurs et des intermédiaires occupe une place importante dans ce programme de recherche qui considère symétriquement l'humain et le non-humain (objets). 
Antoine Hennion est aussi un des porteurs du pragmatisme sociologique, avec d'autres sociologues comme Alexandra Bidet,  Daniel Cefaï, Francis Chateauraynaud, Joan Stavo-Debauge et membre actif de l'association Pragmata.

## Principales publications
- avec Jean-Pierre Vignolle, L'Économie du disque en France, série « Les industries culturelles », Paris, Ministère de la Culture - La Documentation Française, 1978.
- Les Professionnels du disque. Une sociologie des variétés, Paris, A.-M. Métailié, 1981.
- avec Françoise Martinant et Jean-Pierre Vignolle, Les Conservatoires et leurs élèves, Paris, Ministère de la Culture - La Documentation Française, 1983.
- Comment la musique vient aux enfants. Une anthropologie de l'enseignement musical, Paris, Anthropos, 1988.
- avec Patrick Mignon (éd.), Rock. De l'histoire au mythe, Paris, Vibrations/Anthropos, 1991.
- La Passion musicale. Une sociologie de la médiation, Paris, Métailié, 1993 ; nouvelle édition, 2007.
- (éd.), 1789-1989. Musique, histoire, démocratie, Paris, Ministère de la Culture/Maison des Sciences de l'Homme, 1993.
- avec Sophie Dubuisson, Le Design : l'objet dans l'usage. La relation objet-usage-usager dans le travail de trois agences de design, Paris, Presses de l’École des Mines, 1996.
- avec Vololona Rabeharisoa, Sophie Dubuisson, E. Didier, Passages et arrêts en gare. Les régimes de présence en situation de passage, Paris, RATP, 1997.
- avec Sophie Maisonneuve et Émilie Gomart, Figures de l'amateur. Formes objets et pratiques de l'amour de la musique aujourd'hui, Paris, La Documentation française/DEP-Ministère de la Culture, 2000.
- avec Joël-Marie Fauquet, La Grandeur de Bach. L'amour de la musique en France au XIXe siècle, Paris, Fayard, 2000.